# هیو لاسون وایت
هیو لاسون وایت (به انگلیسی: Hugh Lawson White) سناتور سابق عضو حزب دموکرات ایالات متحده آمریکا بود. وی در سال ۱۸۲۵ تا ۱۸۴۰ میلادی سناتور ایالت تنسی در سنای ایالات متحده آمریکا بود.